# Loxopholis ferreirai
Loxopholis ferreirai — вид ящірок родини гімнофтальмових (Gymnophthalmidae). Ендемік Бразилії. Вид названий на честь португальського натураліста Александра Родрігеса Феррейри.

## Поширення і екологія
Loxopholis ferreirai мешкають на островах Анавільянас на річці Ріу-Негру в штаті Амазонас. Вони живуть у вологих заплавних лісах.